# SREBP-2
Proteína de ligação ao elemento regulador de esterol 2 (SREBP-2) também conhecida como fator de transcrição de ligação ao elemento regulador de esterol 2 (SREBF2) é uma proteína que em humanos é codificada pelo gene SREBF2. A proteína SREBP-2 desempenha um papel vital nos genes relacionados ao colesterol, regula a função dos macrófagos na resposta inflamatória.

## Função
Este gene codifica um fator de transcrição expresso onipresente que controla a homeostase do colesterol, estimulando a transcrição de genes regulados por esteróis. A proteína codificada contém um domínio básico de zíper de leucina em hélice em hélice (bHLH-Zip). Vários polimorfismos de nucleotídeo único (SNPs) do SREBF2 foram identificados e alguns deles estão associados ao maior risco de osteoartrite do joelho.

## Interações
Demonstrou-se que o SREBF2 interage com a INSIG1 e a proteína de ligação ao CREB.